# Igor Ansoff

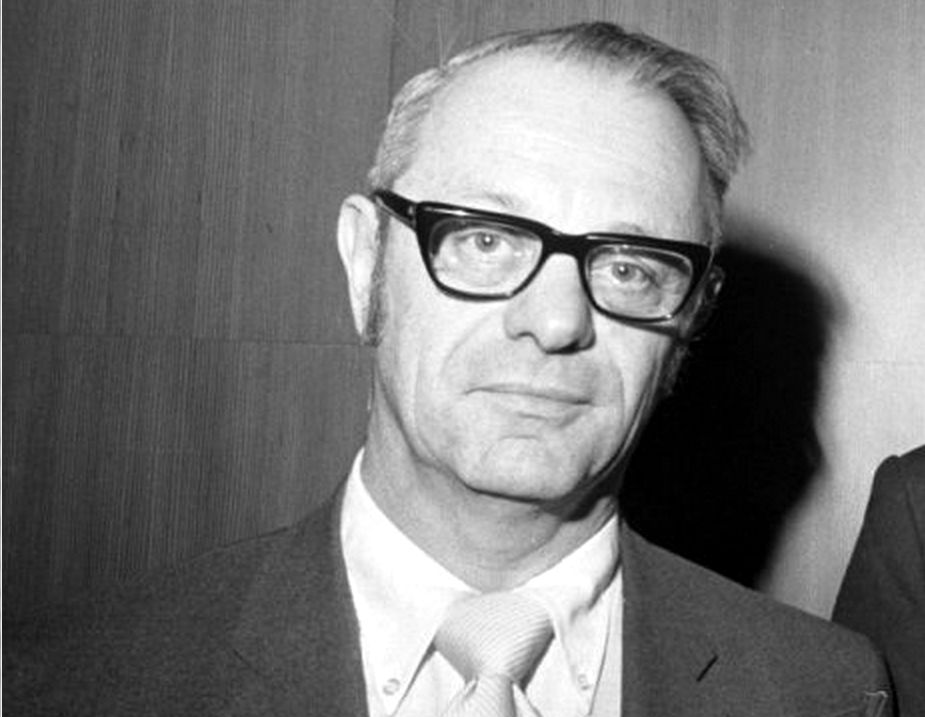
Igor Ansoff, 1971

Harry Igor Ansoff (Russisch: Игорь Ансофф, oorspronkelijk: Игорь Ансов) (Vladivostok, 12 december 1918 - San Diego (Californië), 14 juli 2002) staat bekend als de grondlegger van het strategisch management. De uit Rusland afkomstige Amerikaanse econoom en wiskundige was hoogleraar aan diverse universiteiten in de Verenigde Staten en daarbuiten.

## Werken
- Management Strategie (Engels: Corporate Strategy); 1966
- From Strategic Planning to Strategic Management; 1976; ISBN 0-471-03223-9
- Strategic Management; 1979; ISBN 0-470-26585-X
- The New Corporate Strategy; 1988; ISBN 0-471-62950-2
- Implanting Strategic Management; 1990; ISBN 0-13-451881-0
- The Turbulence Concept; 1998; ISBN 0-471-97491-9